# Fritzi Gordon
Fritzi Gordon (ur. 1916 w Grazu, zm. 8 lutego 1992) – brydżystka reprezentująca Austrię oraz Wielką Brytanię.

## Wyniki brydżowe

### Olimpiady
Na olimpiadach uzyskała następujące rezultaty:
| Olimpiady brydżowe. Zawody teamów | Olimpiady brydżowe. Zawody teamów | Olimpiady brydżowe. Zawody teamów | Olimpiady brydżowe. Zawody teamów | Olimpiady brydżowe. Zawody teamów | Olimpiady brydżowe. Zawody teamów |
| Rok                               | Miejsce                           | Zawody                            | Kategoria                         | Drużyna                           | Pozycja                           |
| --------------------------------- | --------------------------------- | --------------------------------- | --------------------------------- | --------------------------------- | --------------------------------- |
| 1976                              | Monte Carlo                       | 5. Olimpiada Teamów               | Kobiety                           | Great Britain                     | 2                                 |
| 1964                              | Nowy Jork                         | 2. Olimpiada Teamów               | Kobiety                           | Great Britain                     | 1                                 |
| 1960                              | Turyn                             | 1. Olimpiada Teamów               | Kobiety                           | Great Britain                     | 4                                 |

### Zawody światowe
W światowych zawodach zdobyła następujące lokaty:
| Mistrzostwa Świata. Konkurencja teamów | Mistrzostwa Świata. Konkurencja teamów | Mistrzostwa Świata. Konkurencja teamów          | Mistrzostwa Świata. Konkurencja teamów | Mistrzostwa Świata. Konkurencja teamów | Mistrzostwa Świata. Konkurencja teamów |
| Rok                                    | Miejsce                                | Zawody                                          | Kategoria                              | Drużyna                                | Pozycja                                |
| -------------------------------------- | -------------------------------------- | ----------------------------------------------- | -------------------------------------- | -------------------------------------- | -------------------------------------- |
| 1976                                   | Monte Carlo                            | 22. Mistrzostwa Świata Teamów                   | Kobiety                                | Great Britain                          | 2                                      |
| 1962                                   | Cannes                                 | 1. Otwarte Mistrzostwa Świata Teamów Mikstowych | Miksty                                 | Great Britain                          | 1                                      |

| Mistrzostwa Świata. Konkurencja par | Mistrzostwa Świata. Konkurencja par | Mistrzostwa Świata. Konkurencja par | Mistrzostwa Świata. Konkurencja par | Mistrzostwa Świata. Konkurencja par | Mistrzostwa Świata. Konkurencja par |
| Rok                                 | Miejsce                             | Zawody                              | Kategoria                           | Partner                             | Pozycja                             |
| ----------------------------------- | ----------------------------------- | ----------------------------------- | ----------------------------------- | ----------------------------------- | ----------------------------------- |
| 1974                                | Las Palmas                          | 4. Mistrzostwa Świata               | Kobiety                             | Rixi Markus                         | 1                                   |
| 1970                                | Sztokholm                           | 3. Mistrzostwa Świata               | Kobiety                             | Rixi Markus                         | 2                                   |
| 1962                                | Cannes                              | 1. Mistrzostwa Świata               | Kobiety                             | Rixi Markus                         | 1                                   |

### Zawody europejskie
W europejskich zawodach zdobyła następujące lokaty:
| Zawody europejskie. Konkurencja teamów | Zawody europejskie. Konkurencja teamów | Zawody europejskie. Konkurencja teamów | Zawody europejskie. Konkurencja teamów | Zawody europejskie. Konkurencja teamów | Zawody europejskie. Konkurencja teamów |
| Rok                                    | Miejsce                                | Zawody                                 | Kategoria                              | Drużyna                                | Pozycja                                |
| -------------------------------------- | -------------------------------------- | -------------------------------------- | -------------------------------------- | -------------------------------------- | -------------------------------------- |
| 1975                                   | Brighton                               | 32. Mistrzostwa Europy Teamów          | Kobiety                                | Great Britain                          | 1                                      |
| 1966                                   | Warszawa                               | 25. Mistrzostwa Europy Teamów          | Kobiety                                | Great Britain                          | 1                                      |
| 1963                                   | Baden-Baden                            | 23. Mistrzostwa Europy Teamów          | Kobiety                                | Great Britain                          | 1                                      |
| 1961                                   | Torquay                                | 21. Mistrzostwa Europy Teamów          | Kobiety                                | Great Britain                          | 1                                      |
| 1959                                   | Palermo                                | 20. Mistrzostwa Europy Teamów          | Kobiety                                | Great Britain                          | 1                                      |
| 1952                                   | Dún Laoghaire                          | 13. Mistrzostwa Europy Teamów          | Kobiety                                | Great Britain                          | 1                                      |
| 1951                                   | Wenecja                                | 12. Mistrzostwa Europy Teamów          | Kobiety                                | Great Britain                          | 1                                      |
| 1950                                   | Brighton                               | 11. Mistrzostwa Europy Teamów          | Kobiety                                | Great Britain                          | 1                                      |

## Klasyfikacja
- Fritzi Gordon – klasyfikacja WBF (ang.)
- Fritzi Gordon – klasyfikacja EBL (ang.)